# Hemimorfiet
Het mineraal hemimorfiet, ook calamien genoemd, is een zink-silicaat, een verbinding van een sorosilicaat met zink en twee hydroxylgroepen met molecuulformule Zn4Si2O7(OH)2·H2O. Hemimorfiet is een sorosilicaat, het is gehydrateerd, het heeft een monoklien kristalstelsel en kan bothryodaal voorkomen. Het komt vooral voor als oxidatieproduct in de bovenlaag van zinkblende afzettingen.
De grens tussen België en Duitsland is een bekende vindplaats. Er is Museum Vieille Montagne in Kelmis, dat onder meer over de winning gaat in de streek bij de Belgisch-Duitse grens. Er zijn in deze omgeving kleine hoeveelheden gewonnen en er is de Mijnzetel van Plombières. Het wordt ook in Silezië in Polen en in Pennsylvania en Missouri in de Verenigde Staten gewonnen.

## Websites
- The mineral Hemimorphite.